# 屯脚镇
屯脚镇，是中华人民共和国贵州省黔西南布依族苗族自治州兴仁市下辖的一个乡镇级行政单位。

## 行政区划
屯脚镇下辖以下地区：
大寨社区、场坝社区、双龙村、新山村、蚌街村、九头村、马路河村、坪寨村、坡脚村、屯上村、铜鼓村和鲤鱼村。